# Pamiers
Pamiers – miejscowość i gmina we Francji, w regionie Oksytania, w departamencie Ariège.
Według danych na rok 1990 gminę zamieszkiwało 12 965 osób, a gęstość zaludnienia wynosiła 283 osoby/km² (wśród 3020 gmin regionu Midi-Pyrénées Pamiers plasuje się na 16. miejscu pod względem liczby ludności, natomiast pod względem powierzchni na miejscu 119.).
Pamiers było miejscem urodzenia lub rodzinnym miastem następujących osób:
- Marc Vadier (1736–1828) – jakobin
- Gabriel Fauré (1845–1924) – kompozytor
- Théophile Delcassé (1852–1923) – mąż stanu
- Papież Benedykt XII (ok. 1280–1342)

## Współpraca
- Crailsheim, Niemcy
- Terrassa, Hiszpania